# Reinhard Rauball
Reinhard Rauball (* 25. Dezember 1946 in Northeim) ist ein deutscher Politiker (SPD), Rechtsanwalt und Fußballfunktionär. Bekannt wurde er als mehrmaliger Präsident des Fußballvereins Borussia Dortmund sowie als kurzzeitiger Justizminister von Nordrhein-Westfalen. Von 2007 bis 2019 war er zusätzlich Präsident des deutschen Ligaverbandes und damit gleichzeitig Aufsichtsratsvorsitzender der Deutschen Fußball Liga sowie 1. Vizepräsident des DFB. Von November 2015 bis April 2016 sowie noch einmal von April bis September 2019 fungierte er neben Rainer Koch als kommissarischer Präsident des DFB.
Als aktiver Fußballer spielte Rauball von den späten 1960ern bis zu Beginn der 1990er Jahre bei TSC Eintracht Dortmund.

## Tätigkeiten

### Jurist
Rauball, Sohn des Juristen Johannes Rauball, zog mit seiner Familie 1960 nach Dortmund und studierte nach seinem Abitur am Dortmunder Leibniz-Gymnasium an der Ruhr-Universität Bochum Rechtswissenschaften. Er promovierte dort im Jahr 1972 zum Thema Die Gemeindebezirke, Bezirksausschüsse und Ortsvorsteher.
Seit 1975 arbeitet Rauball als Rechtsanwalt in einer Dortmunder Sozietät. Während seiner ersten Präsidentschaft beim BVB war Rauball zusätzlich am Institut für Sport der Universität Bochum als erster Jurist in Deutschland Lehrbeauftragter für das Thema „Sport und Recht“.  Von 1991 an bis 2016 (Erreichen der Altersgrenze) war er zusätzlich Notar. In den 1990ern und 2000ern machte er sich speziell als Sportrechtler einen Namen und vertrat unter anderem Katrin Krabbe, Nicole Uphoff und Graciano Rocchigiani sowie viele entlassene Trainer von Fußball-Bundesligisten. Nachdem er Krabbes Anwalt gewesen war, lehnte Rauball es im Sommer 1992 ab, die Leichtathletin nach einer positiven Dopingprobe erneut zu vertreten und kündigte an, „künftig keine Doping-Fälle“ mehr zu übernehmen, da er der Auffassung war, „daß gegen Doping angetreten werden muß“. Rauball betonte, „kein rechtlicher Zufluchtsort für Doping-Sünder“ sein zu mögen.
Er ist Mitherausgeber der Zeitschrift für Sport und Recht. Einen besonderen Namen machte sich Rauball als einer der Grundgesetz-Kommentatoren der sogenannten „gelben“ Kommentare, die von Ingo von Münch herausgegeben werden. Außerdem hat er, u. a. gemeinsam mit seinem Vater, die Gemeindeordnung von Nordrhein-Westfalen kommentiert.

### Politiker
Vom 1. bis zum 8. März 1999 war Rauball unter Ministerpräsident Wolfgang Clement Justizminister von Nordrhein-Westfalen. Bereits eine Woche nach seiner Ernennung ins Kabinett musste Rauball zurücktreten, weil er im Jahr 1994 Mitglied des Aufsichtsrates des US-amerikanischen Unternehmens Eurogas geworden war, ohne dafür die für ihn als Notar nach der Bundesnotarordnung erforderliche Genehmigung einzuholen. Er hatte deshalb ein disziplinarrechtliches Verfahren eines Gerichts seines eigenen Geschäftsbereiches zu erwarten. Überschattet wurde seine Amtszeit von scharfer Kritik der Presse an von ihm und seinem Bruder Wolfgang Rauball verantworteten Prospekten von Eurogas und damit verbundenen Aktiengeschäften, die „ohne jede Substanz“ gewesen seien.
Im Laufe der Überwachungs- und Spionageaffäre 2013 kritisierte Rauball „erhebliche Beeinträchtigungen der Menschenrechte“ durch willkürliche Überwachung und lobte das „uneigennützige Handeln“ des US-amerikanischen Whistleblowers Edward Snowden.

### Fußballfunktionär
Rauball war in drei Amtszeiten (03/1979 bis 11/1982, 11/1984 bis 11/1986 sowie vom 14. November 2004 bis 20. November 2022) insgesamt 23 Jahre lang Präsident des Fußball-Bundesligisten und achtmaligen Deutschen Fußball-Meisters Borussia Dortmund. In seiner ersten Amtszeit von 1979 bis 1982 war er mit 32 Jahren jüngster Präsident der Bundesligageschichte. Auch in den Jahren 1984 bis 1986 stand er dem Präsidium des Bundesligisten als Präsident vor, nachdem er vom Amtsgericht Dortmund zunächst als Notvorstand eingesetzt worden war. Er gilt als Retter des BVB, da er den Verein in jeder seiner Amtszeiten vor dem Konkurs rettete, in seiner zweiten Amtszeit insbesondere durch seine persönliche Bürgschaft für einen Avalkredit der Deutschen Bank. Zuletzt gelang ihm die Rettung des BVB 2005 und 2006 in Zusammenarbeit mit den beiden Geschäftsführern Hans-Joachim Watzke und Thomas Treß. Nach seiner letzten Amtszeit wurde Rauball zum ersten Ehrenpräsidenten des BVB gewählt.
Seit August 2007 war Rauball Nachfolger des verstorbenen Werner Hackmann als Vorsitzender des Ligaverbandes. Als einziger Kandidat wurde er mit den Stimmen aller 36 Profivereine gewählt. Seine Amtszeit dauerte zunächst bis zum Beginn der Spielzeit 2010/11, bevor er am 18. August 2010 und am 7. August 2013 für jeweils drei weitere Jahre gewählt wurde. Durch dieses Amt war er gleichzeitig 1. Vizepräsident des DFB. Anfang September 2018 wurde bekannt, dass Rauball im Jahr 2019 nicht noch einmal als Ligapräsident kandidieren möchte. Daraufhin löste die Generalversammlung der DFL das Amt des Präsidenten auf und wählte Rauball zu ihrem zweiten Ehrenpräsidenten. Seine Nachfolge an der Spitze des Präsidiums trat in Doppelfunktion Geschäftsführer Christian Seifert als Sprecher an. Im Vorsitz des Aufsichtsrats sowie als 1. Vizepräsident des DFB folgte ihm sein bisheriger Stellvertreter Peter Peters von Schalke 04 nach.
Am 9. November 2015 übernahm Rauball als 1. Vizepräsident zusammen mit dem Vizepräsidenten Amateure Rainer Koch aufgrund des Rücktritts von Wolfgang Niersbach in der Affäre um die Vergabe der Weltmeisterschaft 2006 satzungsgemäß kommissarisch die Aufgaben des DFB-Präsidenten. Am 15. April 2016 übergab er das Amt an Reinhard Grindel.
Ab dem 2. April 2019 leitete Rauball nach dem sofortigen Rücktritt Grindels aufgrund persönlicher Verfehlungen erneut zusammen mit Rainer Koch kommissarisch den DFB und schied bereits im August des Jahres aus dem Ligapräsidium aus, bis im September 2019 Fritz Keller zum DFB-Präsidenten gewählt wurde.

### Sonstige gesellschaftliche Aktivitäten
Reinhard Rauball gehört dem Stiftungsrat der Robert-Enke-Stiftung an, außerdem ist er Botschafter für Kinderlachen e. V.

## Kritik
Insbesondere während seiner kurzen politischen Tätigkeit wurden Rauballs Aktiengeschäfte heftig kritisiert. So wurden er und sein Bruder Wolfgang z. B. von dem Anlegerschützer Heinz Gerlach als „Vermögensvernichter“ bezeichnet. Die Brüder sollen in den 1980er und 1990er Jahren u. a. mit T.R.V. Minerals und Eurogas hochspekulative Unternehmen an die Börse gebracht und Anleger mit unrealistischen Perspektiven zum Kauf gelockt haben. Dadurch hätten Anleger Verluste in Millionenhöhe hinnehmen müssen.

## Privates
Rauball lebt in Herdecke. Er ist verheiratet und hat zwei erwachsene Töchter.
Rauball war in den 1980er Jahren Großaktionär und Aufsichtsratsvorsitzender der Etienne Aigner AG. Er und sein älterer Bruder Wolfgang waren über die Iona Industries (Deutschland) GmbH, die wieder eine hundertprozentige Tochter der Iona Industries Inc. in Vancouver/Kanada ist, mit etwa sechzig Prozent an Aigner beteiligt. Den größten Teil der Aktien, die ihnen vor der Börseneinführung ganz gehörten, kauften sie in zwei Etappen in den Jahren 1981 und 1983 vom Firmengründer Heiner H. Rankl.
Sein Bruder Werner Rauball war von 1994 bis 2007 letzter Bürgermeister der mittlerweile mit Nachbarstädten fusionierten Stadt Bitterfeld. Dieser war ebenfalls viele Jahre Mitglied der SPD. Bei den Kommunalwahlen 2014 trat er als Spitzenkandidat für Die Linke an und ist sowohl in den Stadtrat der Stadt Bitterfeld-Wolfen als auch in den Kreistag des Landkreises Anhalt-Bitterfeld gewählt worden.